# ミロク
株式会社ミロクは、高知県南国市に本社を置く猟銃、工作機械、木材を使用した自動車部品などを製造・販売する企業の持株会社である。

## 銃器製造
ミロクの銃器製造は1892年、土佐藩鉄砲鍛冶の末裔であった鉄砲職人、弥勒蔵次 により中折式(元折式)の銃器の製造が開始された事に端を発する。蔵次の息子で後にミロク工作所の創業社長となる弥勒武吉(1890年12月21日-1968年9月14日) も鉄砲職人であり、戦前及び第二次世界大戦中に日本軍向けの銃器の製造に携わった経験を元に、戦後に弟子の井戸千代亀(のち2代目社長)と共にミロク工作所を設立する。英語社名の「B.C Miroku」のBは武吉、Cは千代亀のイニシャルにちなんだものである。
会社設立当初は連合国軍最高司令官総司令部により日本国内での銃器製造が禁じられていた事から、1951年までは捕鯨砲の製造が事業の主力であった。捕鯨砲自体は会社設立前の1934年より製造実績のあった製品であるが、当時ノルウェーからの高価な輸入品しか存在しなかった事や、生涯捕獲頭数9,104頭の世界記録を持ち大洋漁業の名砲手と謳われた 泉井守一(1904年-2002年)の激賞を受けた事もあり、安価なミロクの捕鯨砲は評判を呼んだ。
サンフランシスコ平和条約が締結され、日本が主権を回復した1951年、国内での銃器製造の解禁と共に元折単身散弾銃の製造を開始し、翌1952年には元折水平二連散弾銃、1961年には元折上下二連散弾銃の製造を手掛けるようになる。この時期のミロクの元折式銃器は、シンガー日鋼製半自動式散弾銃と共に、川口屋林銃砲火薬店(現：株式会社川口屋)の販売網にて、「K.F.C」ブランドでの販売が行われていた。同時期、北米市場にはチャールズ・デーリー社を通じて1963年より輸出が行われていたが、両者の販売網の元ではミロクが製造元である事を表記する事が出来なかったようで、この時期のミロク銃の多くは「B.C MY Luck」の銘が刻まれていた。1966年にはブローニング・アームズ社からの業務提携を獲得し、同社の散弾銃のOEM製造を開始。1972年に日本油脂と合弁で独自販社のニッサンミロクを設立、KFCへの商品供給を打ち切って自社ブランドでの販売体制を確立する。チャールズ・デーリー社経由での輸出も1976年には終了した。会社設立初期よりミロクを支えていた捕鯨砲も、日本の商業捕鯨が最盛期に差し掛かる1960年には生産を縮小し、猟銃生産に経営資源を集中させていった。
2014年現在は自社ブランドのB.C Miroku名義の散弾銃を製造する他、ブローニング・アームズ社ブランドの散弾銃やウィンチェスター・リピーティングアームズ社ブランドの小銃（ライフル）のライセンス生産(OEM製造)も手掛けている。2004年時点で年間12万挺の製造実績があるが、うち99%が輸出に回され、国内市場への供給は1%程度である。現在に至るまで自衛隊・警察向けに銃器を製造した事はない。銃器以外ではガンドリルの製造販売や、トヨタ自動車等の高級車向けの木製ステアリング・ホイールやシフトノブの供給、パナソニックの高級扇風機「F-CWP3000」のポールの供給を手掛けているが、これらはいずれも銃器造りの技術から発展したものである。
2009年に国内で最後に残った競合相手であった新SKB工業が自主廃業した事で、三進小銃器製造所のようなオーダーメイド型式の小工房を除いては、国産の量産散弾銃メーカーは実質的にミロク製作所のみとなった。

### 銃器製品

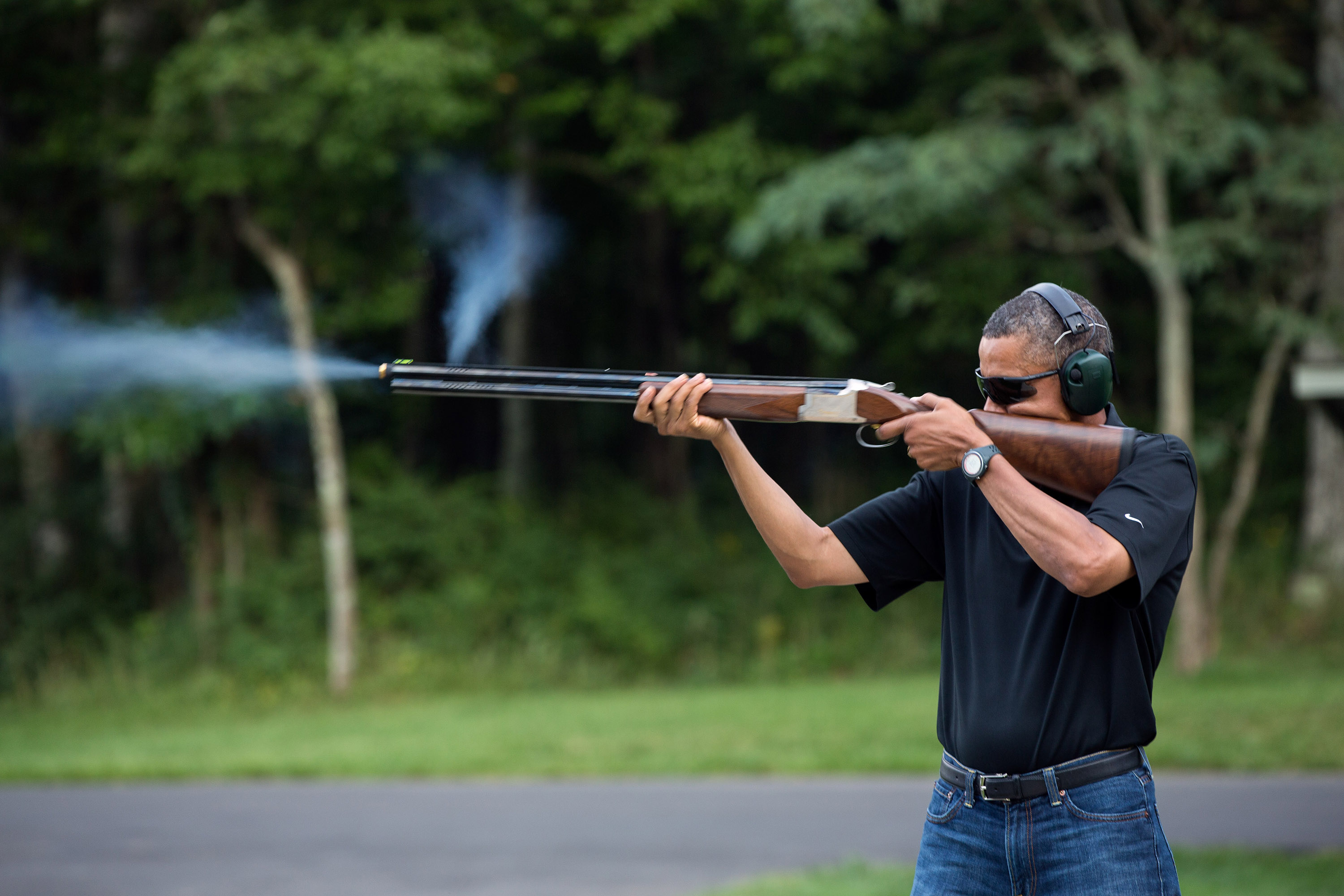
キャンプ・デービッドにてシトリ525の射撃に興じる
米国大統領バラク・オバマ。利き手である左手で引き金を引いている。銃身中程から上方向に発射煙が吹き出しているのは、銃身へのポート加工によるもの。

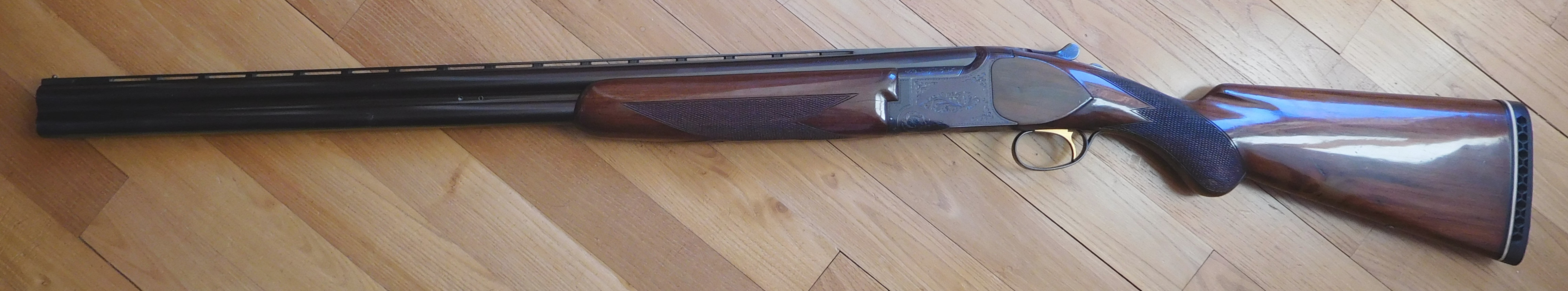
ミロクM3700上下二連散弾銃

2014年現在では元折式上下二連散弾銃が主力製品となっている。小銃はボルトアクションのブローニング・A-ボルトをブローニングブランドで販売しているのみで、B.C Mirokuブランドの小銃は国内向けには販売されていない。なお、若干数ではあるが欧州市場向けに上下二連散弾銃をベースにした二連ライフルの輸出は行われている。

#### 上下二連銃
ミロクの上下二連銃は、ほぼ全てがボックスロック構造 で、一部の高級グレードにサイドプレート仕様が設定されている。内部構造はKFC時代は撃鉄に松葉ばねを用いた古典的なものであったが、ブローニングとの提携後の1973年にOEM製造が開始されたブローニング・シトリ以降は、コイルスプリングを用いた撃鉄機構に転換した。シトリ以降のミロク上下二連銃は銃身とレシーバーに前1箇所、後2箇所の合計3箇所の噛合部が設けられ、更に開閉レバーと連動した大型のロッキングボルト(閂)が銃身下部に差し込まれる事で閉鎖が完了する。こうした機構自体はウインチェスター製上下二連及び、そのOEM製造に当たっていた日本の晃電社(ニッコー)の上下二連にも類似したものが見られたが、ミロク上下二連銃は高級モデルでは銃身とレシーバーの後部2箇所の噛合部付近に可動式のヒンジが設けられ、発射時のエネルギーをレシーバーの底部を通じて銃床へ逃がす事で、射撃の反動を軽減する工夫が凝らされている。
こうした構造は、元々は1920年代にジョン・ブローニングによりブローニング・スーパーポーズドとして開発されていた構造を下敷きとしたもので、ミロクは1973年にスーパーポーズドの先台を一般的な着脱式に設計変更したモデルをシトリとして発表、その後発売されたミロク・M2700等の狩猟銃や、ミロク・M5000等の日本国内向けクレー射撃専用銃にもシトリと同様の構造が採用されており、1992年にはバルセロナオリンピックにて、5000Tを駆る渡辺和三によるクレー射撃トラップ競技でのアジア人男性史上初の銀メダル獲得という快挙に結実する が、その一方でこうした構造は閉鎖機構の主要構造がレシーバーの下部に集中する為、クロスボルト等の閂をレシーバーの上部に持つ構造の銃と比較して、レシーバーの下部が大きく重くなりやすいという批判も一部に存在した。近年では、2004年にブローニングと共同でそれまでのミロク上下二連銃とは全く異なる内部機構を持つブローニング・シナジーを開発、OEM製造を手掛けている。

#### 水平二連銃
過去には水平二連銃の製造も手掛けていたが、現在は撤退している。水平二連銃はボックスロック機構のミロク・M500などの普及価格帯のものも多く作られたが、ホーランド・アンド・ホーランドを参考にしたとも言われる両引引金・サイドロック機構 採用のミロク・F(及び後継で単引引金のミロク・SL120)が特に名高い。
ホーランドやジェームス・パーディ・アンド・サンズに代表される、俗にロンドン・ガンと呼ばれる英国製水平二連銃は少なくとも60,000英ポンド(2014年5月現在、日本円で約1000万円)以上の製造費用と、2年から3年の納期を要する事が常識であった が、ミロクのサイドロック水平二連銃はエジェクター付きのミロク・FEやSL120であっても1980年代後半時点で、定価120万円前後と比較的安価であった事が特筆される。

##### ブローニングへのOEM供給
ミロクの水平二連銃は1971年から1988年に掛けてブローニングにもOEM供給され、北米ではブローニング・BSS(Browning Side by Side)、欧州ではブローニング・アンソンの名称で販売されていた。BSSには1983年よりサイドロックモデルも追加され、BSS-サイドロックとして1988年まで生産された。BSS-サイドロックは1992年にブローニング・BSL(Browning Side Lock)の名称で販売が再開されたが、この時点でミロクは既に水平二連の自社生産を取り止めていた為、BSLの内部部品のみを製造し、組み立てはベルギーのFN社で行われる体制に移行した。ボックスロックのBSSも1995年に欧州向けのアンソンのみブローニング・ニューアンソンとして販売が再開されたが、こちらもミロクは内部部品の製造のみに関わり、組み立てはFNという事はBSSと共通していた。両者は共に2000年代初頭には生産販売が打ち切られた。
なお、BSS/BSLの生産体制はミロクによる一貫生産品 の他に、ミロクが部品を製造し韓国の大宇精工(現・S&T Motiv) や、ベルギーのFNで組み立てたものが混在している為、資料によってはBSS、BSL共に韓国製とされているケースや、「Standard Catalog of Browning Firearms」のジョセフ・コーネル、「The Gun Digest Book of Cowboy Action Shooting」のケビン・ミハウォフスキー などの商業誌の著者のように1983年から1988年のBSLを韓国製としているケース、「chuckhawks.com」のチャック・ホークスなど の米国の研究者のように、1978年から1987年まではBSLも含めてミロクによる製造として分類しているケースが存在するなど、分類に際して幾らかの混乱を招いている。

#### 元折二連銃以外
元折二連銃以外では、A-ボルトを参考にした20ゲージ・ボルトアクション散弾銃のミロク・MSS-20が2018年現在でも製造されており、スラッグ弾専用銃として定評がある。過去にはアメリカントラップ競技向け元折単身銃のミロク・M90、ポンプアクション方式のブローニング・モデル12、半自動式散弾銃のブローニング・オート5の製造にも携わっており、2018年現在も元折単身銃はブローニング・BT-99、ポンプアクションはブローニング・BPS、半自動式はブローニング・ゴールドとして存続している。空気銃の分野では茨城県の太洋銃器への協力 も行っていたが、現在は撤退している。
変わった所では1962年から1968年に掛けて、.38SPL弾を用いる回転式拳銃であるミロク・リバティーチーフの製造を行っていた記録が残る 他、.22ロングライフル弾を用いるレバーアクション小銃のブローニング・BL22をデッドコピーしたミロク・ML22を製造していた。後者は、安価で15発装填可能な弾倉を持つ事から、オーストラリアのウサギ猟ハンターの間で人気があったという。
輸出向け小口径小銃の分野では、1977年にウルトラ-ハイ・M2200というボルトアクション方式、.22LR弾のライフルも手掛けているが、欧米ではウルトラ-ハイ・ブランドは1976年から1980年代中盤まで生産された、フリントロック方式のマスケット銃(ホーケン・ライフル) や、前装式拳銃(ケンタッキー・ピストル) のブランドとして著名である。

#### 欧米での評価
欧米ではブローニングの製造を手掛けるミロクの自社ブランドの散弾銃は、ブローニング・ブランドよりも安価であるにもかかわらず、一般的に信頼できるものであると見なされている。また、ミロクはウインチェスターのフォーリングブロック・アクションの小銃のレプリカを製造している事でも知名度が高い。ミロクの散弾銃は欧米では1,000米ドル程度で販売されているが、輸出向けのミロク・MK38 Teague上下二連は、競合製品のFNブローニング・B525やベレッタ・686Eと比較しても遜色のない性能を有していると認知されており、ブローニング・ベレッタ両社の製品ラインナップでは更に高級な価格帯のものに実装されているバック・ボアード銃身 や、交換式チョークも備えている点等も評価されているという。
米国のアウトドア誌「フィールド・アンド・ストリーム」が2007年に選出した「The 50 Best Shotguns Ever Made(今までに製造された散弾銃のベスト50)」では、ミロク製の散弾銃は13位にブローニング・シトリ上下二連、18位にブローニング・ゴールド ガスオート、38位にブローニング・BSS-サイドロック水平二連、41位にチャールズ・デーリー-ミロク上下二連、42位にブローニング・A-ボルト散弾銃が選出されており、日系メーカーでは最高位の評価 を獲得しているが、特に1963年製造開始のチャールズ・デーリー-ミロク上下二連 は同年にオリン晃電社で製造が始まったウィンチェスター M101共々「それまでジャンク品と同義であったMade in Japanに対する米国人の認識を根本から覆した、ライジングサンの如き銃であった」という評価が与えられている。また、チャック・ホークスはチャールズ・デーリー-ミロク時代の水平二連にも高い評価を与えており、「チャールズ・デーリー-ミロク M500 は当時のリテール価格から考えても過剰品質に近い造りであり、今日の中古市場でも未だ過小評価気味の価格な為、程度の良いものがあれば購入に値するだけの価値がある。」と記していた。

## 沿革
- 1893年 - 弥勒蔵次により創業。
- 1946年 - 前身となる株式会社ミロク工作所設立。
- 1962年9月30日 - 辻村重工株式会社が（旧）株式会社ミロク製作所を合併し商号を（新）株式会社ミロク製作所に変更。
- 1963年 - 大阪証券取引所2部に上場。
- 1966年 - ブローニング・アームズと提携。
- 1972年 - 日本油脂との合弁でニッサンミロク株式会社を設立。6月24日には本店を高知市稲荷町180番地から現在地に移転。
- 2003年5月1日 - 持株会社化し、現商号に変更。
- 2006年 - 中小企業庁より「元気なモノ作り企業300社」に選定。
- 2013年 - 大阪証券取引所と東京証券取引所の現物株市場統合に伴い、東京証券取引所2部に上場。

## 関連会社
- 株式会社ミロク製作所
- 株式会社ミロク精工
- 株式会社香北ミロク
- 株式会社梼原ミロク
- 株式会社ミロク工芸
- ミロク機械株式会社
- 株式会社ミロクテクノウッド
- 株式会社馬路ミロク
- ニッサンミロク株式会社

営業権を日邦工業（日油のグループ会社）に譲渡。ミロク製品は日邦工業が発売元となった。
- 株式会社ミロク精機製作所 - 1966年にミロクの捕鯨砲部門であった横浜工場の機能を承継し分離独立した企業。75粍捕鯨砲の他、索発射銃の製作を手がけている[44]。